# Маркезе, Джованни
Джованни Маркезе (итал. Giovanni Marchese; 17 октября 1984 года, Кальтаниссетта) — итальянский футболист, защитник.

## Карьера
Джованни Маркезе начинал свою карьеру футболиста в клубе «Торино», за который дебютировал в Серии B в сезоне 2003/04. Летом 2004 года он был отдан в аренду другой команде Серии B «Тревизо», с которой добился по итогам сезона 2004/05 выхода в Серию А, во многом за счёт финансовых проблем «Торино», которые не позволили ему со второго места в лиге получить путёвку в элиту итальянского футбола. Летом 2005 года Маркезе перешёл в команду Серии А «Кьево», но, не сыграв ни одного матча в лиге, с начала 2006 года на правах аренды играл за клуб Серии B «Катания».
Летом 2006 года Маркезе вернулся в «Кьево». 10 сентября 2006 года он дебютировал в Серии А, выйдя в основном составе в домашнем поединке против «Сиены». В 2007 году «Кьево» вылетел из Серии А. Bторую половину сезона 2007/08 Маркезе на правах аренды провёл за другую команду Серии B «Бари», а сезон 2008/09 — за «Салернитану».
Летом 2009 года Джованни Маркезе стал футболистом клуба Серии А «Катания». 29 октября 2011 года он забил свой первый гол на высшем уровне, сравняв счёт в домашнем матче с «Наполи». Летом 2013 года Маркезе перешёл в команду Серии А «Дженоа», спустя три года став свободным агентом. С середины января 2017 года он вновь представляет «Катанию», выступающую в Серии С.